# Karaski
Koordinaten: 58° 3′ N, 26° 52′ O
Karaski (deutsch Karraski) ist ein Dorf (estnisch küla) im Südosten Estlands. Es gehört zur Landgemeinde Kanepi (bis 2017 Kõlleste) im Kreis Põlva.

## Einwohnerschaft
Das Dorf hat 31 Einwohner (Stand 31. Dezember 2011).

## Geschichte
Der Ort wurde erstmals 1627 urkundlich erwähnt. Eine Dorfschule ist seit 1767 urkundlich belegt. 1930 wurde ein neues Schulgebäude fertiggestellt. Die Schule schloss 1989. Seit 1997 befindet sich in darin ein Gästehaus.

## Persönlichkeiten
In Karaski steht das Geburtshaus des estnischen Schriftstellers Richard Roht (1891–1950). Der Schriftsteller Rudolf Sirge (1904–1970) verbrachte in Karaski Teile seiner Kindheit.